# スーパーダッシュ小説新人賞
スーパーダッシュ小説新人賞（スーパーダッシュしょうせつしんじんしょう）は、集英社が主催する公募新人文学賞。
ライトノベルを対象とし、年一回発表されている（毎年10月25日締め切り、翌年4月下旬発表）。受賞は選考委員の合議によって決定され、大賞受賞者には正賞の楯と副賞100万円、優秀賞受賞者には正賞の楯と副賞50万円、特別賞受賞者には正賞の楯と副賞10万円（いずれも2011年現在）と集英社から単行本出版時の印税が授与される。受賞作は何れもスーパーダッシュ文庫で刊行。
第13回で終了し、以降は集英社ライトノベル新人賞へとリニューアル。

## 選考委員
第1回（2002年） - 第5回（2006年）
新井素子・高橋良輔・堀井雄二・阿部和重
第6回（2007年） - 第7回（2008年）
新井素子・高橋良輔・堀井雄二・中村航
第8回（2009年） - 第11回（2012年）
新井素子・高橋良輔・堀井雄二・中村航・稲垣理一郎
第12回（2013年）
丈月城・松智洋・山形石雄・丸宝行晴
第13回（2014年）
丈月城・松智洋・山形石雄

## 入賞作品一覧
後にシリーズ化された作品については、受賞作（第1巻）の刊行時サブタイトルは割愛している場合がある。また、最終選考者中でデビューした作家については本表より割愛している。
| 第1回 （2002年）  | 応募総数/453点 | タイトル（→刊行時表題）                                                                                    | 著者（→刊行時筆名）           |
| ----------------- | -------------- | --- | ----------------------------- |
| 第1回 （2002年）  | 大賞           | 世界征服物語 〜ユマの大冒険〜                                                                              | 神代明                        |
| 第1回 （2002年）  | 佳作           | D.I.Speed!!                                                                                                | 井筒ようへい（→狭山京輔）     |
| 第2回 （2003年）  | 応募総数/321点 | タイトル（→刊行時表題）                                                                                    | 著者（→刊行時筆名）           |
| 第2回 （2003年）  | 大賞           | 銀盤カレイドスコープ vol.1&vol.2                                                                           | EL星くーりっじ（→海原零）     |
| 第2回 （2003年）  | 佳作           | 地下鉄クイーン（→ネザーワールド）                                                                          | 東佐紀                        |
| 第3回 （2004年）  | 応募総数/361点 | タイトル（→刊行時表題）                                                                                    | 著者（→刊行時筆名）           |
| 第3回 （2004年）  | 佳作           | 電波日和（→電波的な彼女）                                                                                  | 片山大介（→片山憲太郎）       |
| 第3回 （2004年）  | 佳作           | 殿がくる!                                                                                                  | 福田政雄                      |
| 第4回 （2005年）  | 応募総数/427点 | タイトル（→刊行時表題）                                                                                    | 著者（→刊行時筆名）           |
| 第4回 （2005年）  | 大賞           | 戦う司書と恋する爆弾                                                                                       | 山形石雄                      |
| 第4回 （2005年）  | 大賞           | その仮面をはずして（→滅びのマヤウェル）                                                                    | 岡崎裕信                      |
| 第4回 （2005年）  | 佳作           | Shadow&Light（→影≒光）                                                                                     | 影名浅海                      |
| 第5回 （2006年）  | 応募総数/641点 | タイトル（→刊行時表題）                                                                                    | 著者（→刊行時筆名）           |
| 第5回 （2006年）  | 大賞           | 黄色い花の紅                                                                                               | アサウラ                      |
| 第5回 （2006年）  | 佳作           | Beurre・Noisette（→ブール・ノアゼット）                                                                    | 藍上陸                        |
| 第6回 （2007年）  | 応募総数/515点 | タイトル（→刊行時表題）                                                                                    | 著者（→刊行時筆名）           |
| 第6回 （2007年）  | 大賞           | 鉄球姫エミリー                                                                                             | 八薙玉造                      |
| 第6回 （2007年）  | 佳作           | 警極魔道課チルビィ先生の迷子なひび                                                                         | 横山忠                        |
| 第6回 （2007年）  | 佳作           | ガン×スクール＝パラダイス!                                                                                 | やまだゆうすけ（→穂邑正裕）   |
| 第7回 （2008年）  | 応募総数/590点 | タイトル（→刊行時表題）                                                                                    | 著者（→刊行時筆名）           |
| 第7回 （2008年）  | 佳作           | 超人間・岩村                                                                                               | 滝川廉治                      |
| 第7回 （2008年）  | 佳作           | スイーツ!                                                                                                  | しなな泰之                    |
| 第7回 （2008年）  | 佳作           | 反逆者（） 〜ウンメイノカエカタ〜                                                                          | 弥生翔太（長月達平）          |
| 第8回 （2009年）  | 応募総数/811点 | タイトル（→刊行時表題）                                                                                    | 著者（→刊行時筆名）           |
| 第8回 （2009年）  | 佳作           | アンシーズ                                                                                                 | 宮沢周                        |
| 第8回 （2009年）  | 佳作           | 逆理の魔女                                                                                                 | 雪叙静（→雪野静）             |
| 第9回 （2010年）  | 応募総数/799点 | タイトル（→刊行時表題）                                                                                    | 著者（→刊行時筆名）           |
| 第9回 （2010年）  | 大賞           | うさパン! 私立戦車小隊／首なしラビッツ（→ニーナとうさぎと魔法の戦車）                                      | うさぎ鍋竜之介（→兎月竜之介） |
| 第9回 （2010年）  | 大賞           | オワ・ランデ 〜夢魔の貴族は焦らし好き〜（→オワ・ランデ! ヤレない貴族のオトシ方）                           | 神秋昌史                      |
| 第9回 （2010年）  | 佳作           | ライトノベルの神さま                                                                                       | 青々（→佐々之青々）           |
| 第9回 （2010年）  | 佳作           | 二年四組 暴走中!（→二年四組 交換日記 腐ったリンゴはくさらない）                                            | 片山禾域（→朝田雅康）         |
| 第10回 （2011年） | 応募総数/977点 | タイトル（→刊行時表題）                                                                                    | 著者（→刊行時筆名）           |
| 第10回 （2011年） | 大賞           | くずばこに箒星                                                                                             | 石原宙                        |
| 第10回 （2011年） | 大賞           | 覇道鋼鉄テッカイオー                                                                                       | 八針来夏                      |
| 第10回 （2011年） | 優秀賞         | サカサマホウショウジョ                                                                                     | 大澤誠                        |
| 第10回 （2011年） | 特別賞         | 嘘つき天使は死にました!（嘘）（→嘘つき天使は死にました! ）                                                 | 葉巡明治                      |
| 第11回 （2012年） | 応募総数/945点 | タイトル（→刊行時表題）                                                                                    | 著者（→刊行時筆名）           |
| 第11回 （2012年） | 大賞           | 暗号少女が解読できない                                                                                     | 新保静波（→神保静波）         |
| 第11回 （2012年） | 優秀賞         | Draglight/5つ星と7つ星（→エンド・アステリズム なぜその機械と少年は彼女が不動で宇宙の中心であると考えたか） | 篠宜曜（→下村智恵理）         |
| 第11回 （2012年） | 特別賞         | 終わる世界の物語（→伊月の戦争 〜終わる世界の物語〜）                                                       | 宇野涼平（→涼野遊平）         |
| 第11回 （2012年） | 特別賞         | 君の勇者に俺はなる!（→God Bravers 君の勇者に俺はなる！）                                                   | 永原十茂                      |
| 第12回 （2013年） | 応募総数/985点 | タイトル（→刊行時表題）                                                                                    | 著者（→刊行時筆名）           |
| 第12回 （2013年） | 優秀賞         | 代償のギルタオン                                                                                           | 神高槍矢                      |
| 第12回 （2013年） | 優秀賞         | 付喪神は青春をもてなさんと欲す（→つくも神は青春をもてなさんと欲す）                                        | 慶野由志                      |
| 第13回 （2014年） | 応募総数/-点   | タイトル（→刊行時表題）                                                                                    | 著者（→刊行時筆名）           |
| 第13回 （2014年） | 大賞           | ファーレンハイト9999                                                                                       | 朝倉勲                        |
| 第13回 （2014年） | 優秀賞         | アプリコット・レッド                                                                                       | 北國ばらっど                  |
| 第13回 （2014年） | 優秀賞         | 現し彩なす（→モノノケグラデーション）                                                                      | 持崎湯葉                      |
| 第13回 （2014年） | 特別賞         | カオス・ガーデン 〜プロジェクト・ブライダル〜（→0.000000001%デレない白い猫）                               | 延野正行                      |